# Sicale citrin
Sicalis citrina
Espèce
Statut de conservation UICN

 LC  : Préoccupation mineure
Le Sicale citrin (Sicalis citrina) est une espèce de passereaux appartenant à la famille des Thraupidae.